# Jordi Cortizo
Jordi Cortizo, né le 30 juin 1996 à Santiago de Querétaro au Mexique, est un footballeur international mexicain qui évolue au poste d'ailier droit au Club León.

## Biographie

### En club
Né à Santiago de Querétaro au Mexique, Jordi Cortizo est formé par le club local du Querétaro FC. Il fait ses débuts en équipe professionnel avec ce club le 6 avril 2016, lors d'un match de Ligue des champions de la CONCACAF 2015-2016 contre le Tigres UANL. Il entre en jeu et son équipe s'incline par deux buts à zéro.
Lors de l'été 2020, Jordi Cortizo rejoint le Club Tijuana. Le transfert est officialisé le 17 juin 2020.
Jordi Cortizo rejoint le Club Puebla en janvier 2022, sous la forme d'un prêt. Le transfert est annoncé dès le 31 décembre 2021. 
En janvier 2023, Jordi Cortizo s'engage en faveur du CF Monterrey. Le transfert est annoncé dès le 2 décembre 2022 et il signe un contrat courant jusqu'en décembre 2026.
Cortizo inscrit son premier but pour le CF Monterrey face au CF Pachuca, le 13 mars 2023, lors d'une rencontre de championnat. Titulaire, il marque le but vainqueur de son équipe sur un service de Luis Romo (1-2 score final).

### En sélection
En août 2023, Jordi Cortizo est convoqué pour la première fois avec l'équipe nationale du Mexique, dans la première liste du nouveau sélectionneur, Jaime Lozano. Il honore sa première sélection avec le Mexique lors de ce rassemblement, lors d'un match amical face à l'Australie. Il entre en jeu à la 77e minute de jeu, à la place d'Orbelín Pineda et les deux équipes se neutralisent (2-2 score final).